# Нативидад, Киттен
Франче́ска Изабе́ль Нативида́д (англ. Francesca Isabel "Kitten" Natividad; 13 февраля 1948, Сьюдад-Хуарес, Чиуауа — 24 сентября 2022, Лос-Анджелес, Калифорния) — американская актриса, фотомодель и танцовщица.

## Биография
Франческа Изабель Нативидад (псевдоним — Киттен) родилась 14 февраля 1948 года в Сьюдад-Хуаресе (Мексика), но в 1958 году, после того как её мать вышла замуж за гражданина США, она вместе со своей семьёй переехала в американский штат Техас. У Киттен восемь младших братьев и сестёр, включая Эву Гарсиа.
Киттен окончила El Paso, в которой она была президентом старших классов.
В 1999 году Киттен был поставлен диагноз рак молочной железы, а в октябре того же года она перенесла мастэктомию, после чего выздоровела. Скончалась 24 сентября 2022 года.

## Карьера
Киттен начала карьеру актрисы, фотомодели и танцовщицы в 1970 году. На счету Нативидад более чем 65 ролей в фильмах и телесериалах, включая порнографические картины. В 2008 году включена в Зал славы Legends of Erotica.

## Личная жизнь
Киттен трижды в разводе, включая недолгий брак в 1967 году и брак в 1981—1987 годах.

## Избранная фильмография
| Год  |   | Русское название          | Оригинальное название   | Роль                               |
| ---- | - | ------------------------- | ----------------------- | ---------------------------------- |
| 1972 | ф | Новые центурионы          | The New Centurions      | гоу-гоу танцовщица в баре          |
| 1980 | ф | Аэроплан!                 | Airplane!               | надувная женщина топлес в самолёте |
| 1982 | ф | Аэроплан II: Продолжение  | Airplane II: The Sequel | женщина в рубашке «Moral Majority» |
| 1984 | ф | Ночной патруль            | Night Patrol            | женщина с большой грудью           |
| 1986 | ф | Гробница                  | The Tomb                | стриптизёрша                       |
| 1990 | ф | Другие сорок восемь часов | Another 48 Hrs.         | девушка в кино                     |
| 1992 | ф | Эдди Пресли               | Eddie Presley           | имя персонажа неизвестно           |